# Pteropepon argentinense
Pteropepon argentinense är en gurkväxtart som beskrevs av Mart. Crov. Pteropepon argentinense ingår i släktet Pteropepon och familjen gurkväxter. Inga underarter finns listade i Catalogue of Life.